# Luz en mi vida
Luz en mi vida es el nombre del álbum debut de estudio como solista grabado por el cantautor argentino de música cristiana Pablo Olivares. El disco fue producido en Estados Unidos por Arturo Allen. En iTunes fue publicado el 1 de julio de 2004, pero su venta oficial fue en 2005.

## Lista de canciones
| N.º | Título                         | Duración |  |
| 1.  | «Luz en mi vida»               | 3:44     |  |
| 2.  | «De Jesús sea la gloria»       | 3:49     |  |
| 3.  | «Yo quiero amarte más»         | 5:09     |  |
| 4.  | «Extraterrestre»               | 3:36     |  |
| 5.  | «En el camino»                 | 3:53     |  |
| 6.  | «La historia de un carpintero» | 3:07     |  |
| 7.  | «Sordo, ciego y desnudo»       | 3:11     |  |
| 8.  | «With You»                     | 3:51     |  |
| 9.  | «Ella dice no»                 | 3:51     |  |
| 10. | «Today»                        | 4:25     |  |

## Premios y nominaciones
El disco Luz en mi vida fue depositario de las miradas de periodistas y críticos musicales, al punto tal de ser nominado a las principales premiaciones que existen en el mercado musical cristiano: Latin Grammy, Dove Awards y Premios Arpa, siendo galardonado en dos rubros en esta última (Lanzamiento del año y Álbum de rock del año), en 2005.
| Año  | Premio       | Categoría                             | Trabajo nominado | Estado   |
| ---- | ------------ | ------------------------------------- | ---------------- | -------- |
| 2005 | Latin Grammy | Mejor Álbum Cristiano (En Español)    | Luz en Mi Vida   | Nominado |
| 2005 | Dove Awards  | Álbum del Año (En Español)            | Luz en Mi Vida   | Nominado |
| 2005 | Premios Arpa | Mejor Álbum Pop/Rock/Rock Duro/Fusión | Luz en Mi Vida   | Ganador  |
| 2005 | Premios Arpa | Lanzamiento del Año                   | Luz en Mi Vida   | Ganador  |